# التلمود اليروشلمي
التلمود اليروشلمي (يسمى أيضا تلمود أرض إسرائيل، وتلمود معرفا، وتلمود الغرب اواليروشلمي)، وهو مؤلف يشرح المشنا، يضيف عليه ويوسعه. وهذه الزيادة في التلمود اليروشليمي تتوسط ما بين الزيادة القصيرة الموجود في عدة مواضع في التوسافا (تقاليد من فترة التنائيم) وبين الزيادة الطويلة والمطورة، مثلما في التلمود البابلي. وهو يتضمن بداخله تلمود الأمورائيم من أرض إسرائيل ومن بابل على المشنا وكذلك على مجالات أخرى.
القضايا الموجودة في التلمود اليروشليمي تحددت في أرض إسرائيل في القرنين الثالث والرابع، وعلى ما يبدو فإن تحريره تم بعد عام 370 للميلاد. وينسب تحريره للأمورائي رابي يوحنان، الذي كان من كبار الأمورائيم في أرض إسرائيل؛ إلا انه يبدو التلمود اليروشلمي قد تم تحريره بعد الرابي يوحنان. ففصل نزكيم يختلف في شكله عن باقي التلمود اليروشلمي، وهو على مايبدو يعكس تحرير سابق. ووفقاً للرابي «يتسحاق ايزيك هلفي» فإن التلمود اليروشليمي لم يتم تحريره مطلقا، وأن الصيغة التي بين ايدينا هي تلك التي دُرست في المدرسة الدينية اليهودية تسيفوري قبل سقوط القيصر جالوس والحاكم الروماني ارسكينوس في عام 351 للميلاد. وفي أعقاب السقوط تفككت تسيفوري وجزء من أموراي أرض إسرائيل عادوا إلى بابل، وانضموا إلى المدرسة الدينية اليهودية «آفي فربا»

## صيغة التلمود اليروشلمي
اليروشليمي مكتوب بالآرامية الجليلية. وتعد هذه اللغة موثقة أيضا في تراجم التناخ التي مصدرها أرض إسرائيل. وفي الماضي اعتقدوا بأن كتابة التلمود اليروشليمي تختلف عن كتابة التلمود البابلي، ولكن المخطوطات اليدوية والقطع المحفوظه كشفت بأن هذا الأمر ليس له أساس من الواقع. والتلمود اليروشليمي يتألف من «إشاعات» (حسب تعبير يعقوب زوسمان)، وليس من «قضايا» مثل البابلي. ولا يميل التلمود اليروشليمي إلى طرح أسئلة توضيحية تعليمية أو لتفسير التلمود نفسه.
قبل التلمود كانت المشنا ترد بصيغة مختلفة عن تلك التي كانت عليها قبل تحرير التلمود البابلي، وهناك من يعتقد بوجود طبعتين مختلفتين، واحدة في أرض إسرائيل والثانية في بابل. ويمكن – بناء على ذلك- اكتشاف أن صيغة المشنا التي كانت في أرض إسرائيل هي أكثر سلاسة من تلك في بابل، وتتضح التغييرات المتعددة بين صيغة المشنا في القضايا المناقشة حول موضوع التلمود اليروشلمي والمثال الأبرز على ذلك هو المشنا الأولى في الجزء الرابع بفصل ببا متسيعا (الفصل الثاني). وهناك قضايا عديدة في اليروشليمي متشابهة مع بعضها البعض، ويلاحظ بها في بعض الأحيان نوع من الركاكة تدل على مصدر مكتوب، مثل الحوار المتسلسل.

## الفوارق في الفصول مقارنة بالبابلي
خلافاً للتلمود البابلي، يشتمل التلمود اليروشليمي على جميع قوانين المزروعات، والذي يتناول في معظمه التصدق على الفقراء وكذلك قوانين الزراعة المتبعة فقط في أرض إسرائيل. بينما لا يوجد في التلمود اليررشلميي سيدر كدشيم، الموجود في التلمود البابلي. كما ان هناك ثلاثة فصول موجودة في التلمود اليروشلمي كاملة ولكن تعد ناقصة في البابلي:
1.	مسيخت نيدا (فصل الحيض) موجود فقط حتى الجزء الثالث- وفقاً للإضافات في البابلي فإن هذا الفصل استمر في التلمود اليروشلمي تقريباً حتى الجزء السابع.
2.	مسيخت مكوت (فصل الضربات) موجود فقط حتى الجزء الثاني، مشنا الجزء الثالث مطبوعة كاستكمال للفصل. «ن’ فيرد» نجح في إعادة الجزء الثالث، وهو مطبوع في ملحق «شرائع اليروشلمي للرابي موسى بن ميمون»، الذي نشره شاؤل ليبرمان.
3.	مسخت شبات (فصل السبت) موجود فقط حتى الجزء العشرين.
من المحتمل أن هذا النقص الموجود في الأجزاء نابع نتيجة اندماج عاملين هما: كثرة المسائل المتشابهة، وأسلوب الكتّاب، وتدل على ذلك المخطوطة اليدوية (فاتيكان 30) الخاصة بـ«براشيت ربا» للتوجه لقاضايا متشابهة بواسطة الأمر «أطرد» أي «أجذب». بالإضافة كان لها مكان، ولكن بمرور الوقت تم حذفها، وتلك القضايا أزيلت أيضا وبقيت الأجزاء «فارغة».

## المخطوطات اليدويه

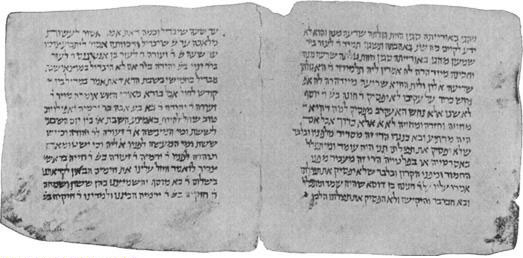
صفحة من مخطوطة التلمود اليروشلمي من العصور الوسطى. وجدت في جنيزة القاهرة. من الموسوعة اليهودية 1901-1906

هناك تلمود يروشليمي واحد فقط كامل مكتوب بخط اليد، هو خط يد «سكليجر» 3 (4720 Or.)
الموجود في مكتبة جامعة ليدو الذي كُتب بواسطة الرابي يحيال بن الرابي يكوتيائيل بن بنيامين الطبيب من أسرة العنفيم في عام 1289. وتعد هذه المخطوطة اليدوية هي الفريدة من نوعها في العالم، وهي منقولة أيضا عن مخطوطة يدوية فريدة أخرى. وبشكل عملي نجد أن كل بحث يروشلمي مبني على هذه المخطوطة اليدوية بشكل حصري تقريباً. ونسخة فينسيا الخاصة باليروشلمي نُسخت هي أيضا من هذه المخطوطة، بعد أن عُدلت بواسطة عضو طلاب الحاخامات. جميع النسخ اليروشلميه الأخرى تمت صياغتها من نسخة فينسيا، ولذلك فإن صيغتها لا تحمل نفس أهمية النص اليروشلمي من الناحية التاريخية. وفي الآونة الأخيرة رُفعت مخطوطة يدوية إلى شبكة الإنترنت.
وهناك مخطوطات يدوية أخرى تتضمن أجزاء (صغيرة نسبياً) من اليروشلمي مثل: مخطوطة فاتيكان 133 التي تتضمن سيدر زرعيم ومسيخت سوطا، ومخطوطة اسكوريال " "G-I-3التي تم اكتشافها في عام 1977 وتتضمن مسيخت نزيكين، ونُشر مع مقدمتين في عام 1984 بواسطة اليعازر شمشون روزنتال وشاؤل ليبرمان. وأجزاء عديدة من الجنيزا القاهرية وأجزاء مجلدة من مكتبات أوروبا تدل هي أيضا على صيغة اليروشلمي. والجزء الأكبر منها تم نشره بواسطة ليفي جينزبورج في كتاب «بقايا اليروشلمي» (نيويورك 1909). وبالنسبة للتشويشات المشتركة في جميع صيغ اليروشلمي، فيبدو أنه كانت هناك نسخة مكتوبة واحدة، مشوشة، هي مصدر كل صيغ اليروشلمي التي بين أيدينا. وقد كتب الرابي موسى بن ميمون «شرائع اليروشلمي» فيما يشبه كتاب الشرائع الخاص بـالرابي إسحاق الفاسي. وجدت أجزاء منه في القاهرة ونُشرت بواسطة شاؤل ليبرمان.

### «كتاب اليروشلمي»
هي مخطوطة يدوية خاصة كانت في اشكناز لدى اليعيزر بن يوئال، ومن المحتمل أنها وصلت إليه من إيطاليا بواسطة الرابي شموئيل بن نتروناي الذي اقتبس منه لأول مرة «كتاب يروشلمي» وهي مخطوطة يدوية تتضمن إضافات مختلفة ليست من اليروشلمي الأصلي وحتى وقت متأخر كان هناك افتراض خاص بافيجدور افتورفيتسر وعدد آخر من الباحثين، يفسر لماذا القطع التي يقتبسها هولاء الأولين باسم «اليروشلمي» ليست في اليروشلمي الموجود حاليا. لكن في السنوات الأخيرة تم العثور على أجزاء لمخطوطة اشكنازية تحمل نفس السمات، وتوجد بها الإضافات المقتبسة على يد اليعازر بن يوئال ومحيطه، ولا توجد في مخطوطات يدوية أخرى. وتلك الأجزاء التي نشرت بواسطة البوفيسور يعقوب زوسمان، تؤكد أن كتاباً من هذا النوع كان موجوداً بالفعل، وهو على ما يبدو مصدر أقوال هؤلاء الأشكناز الأوائل.